# Grumman F4F Wildcat
Grumman F4F Wildcat foi um caça fabricado pelos Estados Unidos, usado como principal avião de ataque e escolta baseado em porta-aviões, nos primeiros anos da Guerra do Pacífico, durante a II Guerra Mundial.
O Wildcat (significa Gato Selvagem) entrou em operação em 1940 na Marinha dos Estados Unidos e britânica e foi primeiramente usado em combates aéreos pelos britânicos na Europa, mas após a entrada dos Estados Unidos na guerra, em dezembro de 1941, veio a se tornar a principal arma aérea Aliada baseada em porta-aviões nos combates do Pacífico, durante o primeiro ano e meio de guerra.
Uma segunda e atualizada versão, o FM Wildcat, substituiu os primeiros F4F no restante da guerra no convés dos porta-aviões, onde aeronaves maiores e mais pesadas não podiam ser usadas.
O F4F foi usado em combate na Segunda Guerra pela Fleet Air Arm da Marinha Real Britânica.

## Histórico em combate
Usado em princípio na Europa pelos britânicos, o F4F Wildcat conseguiu sua primeira vitória em combate no dia de natal de 1940, quando um deles abateu um avião bombardeiro alemão Junkers Ju 88 sobre a base naval britânica de Scapa Flow, tornando-se o primeiro avião militar construído nos Estados Unidos a conseguir uma vitória a serviço da Grã Bretanha na II Guerra Mundial.
Ele também foi o primeiro a participar de operações militares decolando de pequenos porta-aviões de escolta, quando seis deles, embarcados num porta-aviões britânico adaptado de um ex-navio mercante alemão, participaram de missões contra bombardeiros da Luftwaffe durante escolta a comboios mercantes Aliados no Oceano Atlântico.

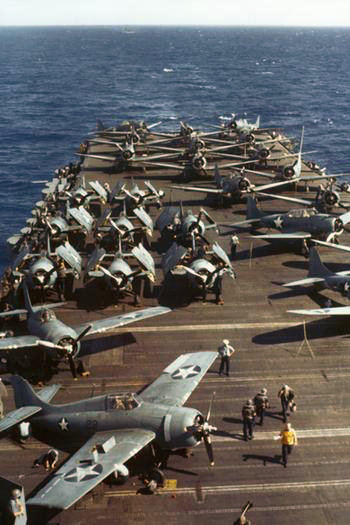
Wildcats no convés do USS Wasp, Pacífico, 1942.

A partir do ataque a Pearl Harbor, os Wildcats começaram a entrar em ação no Pacífico a serviço de seu próprio país. No início da guerra, os caças norte-americanos eram superados pelos japoneses Zero, em questão de manobrabilidade e velocidade , mas seu uso continuou intenso pela marinha até 1943 graças a sua maior capacidade de absorver danos em combate. Com uma blindagem relativamente pesada e tanques de combustível auto-selados, ele podia sobreviver aos tiros em maior quantidade do que seu rival japonês, de blindagem inferior, além de estar melhor armado, com três metralhadoras .50 em cada asa. Os Zero japoneses possuíam apenas um par de metralhadoras .303 e dois canhões de 20 mm nas asas, mas esses últimos possuíam pouca munição, limitando sua efetividade.
Muitos dos pilotos navais dos Wildcat também tiveram melhor condição de sobrevivência graças a tecnologia superior de seus instrumentos de precisão e navegação a bordo, que os permitiam achar as pistas de pouso de seus porta-aviões em baixas condições de visibilidade e tempo ruim, com mais facilidade que os pilotos nipônicos.
Até serem substituídos na Guerra do Pacífico pelos mais modernos F6F Hellcats e F4U Corsairs em 1943 – capazes de lutar em condições iguais contra os Zero - os Wildcats tiveram o principal papel nos combates entre norte-americanos e japoneses como caças de ataque e defesa da Marinha e do Corpo de Fuzileiros na defesa da Ilha de Wake e em Guadalcanal, além das grandes batalhas aeronavais do Mar de Coral e de Midway.
Apesar da desvantagem operacional em relação aos caças japoneses, durante suas operações no curso da Guerra do Pacífico, eles participaram de 15553 saídas de combates – 14027 delas a partir de porta-aviões - destruindo 1327 aeronaves inimigas de todos os tipos e perdendo apenas 191 dos seus próprios aviões (média de 7 contra 1).

## Ver também

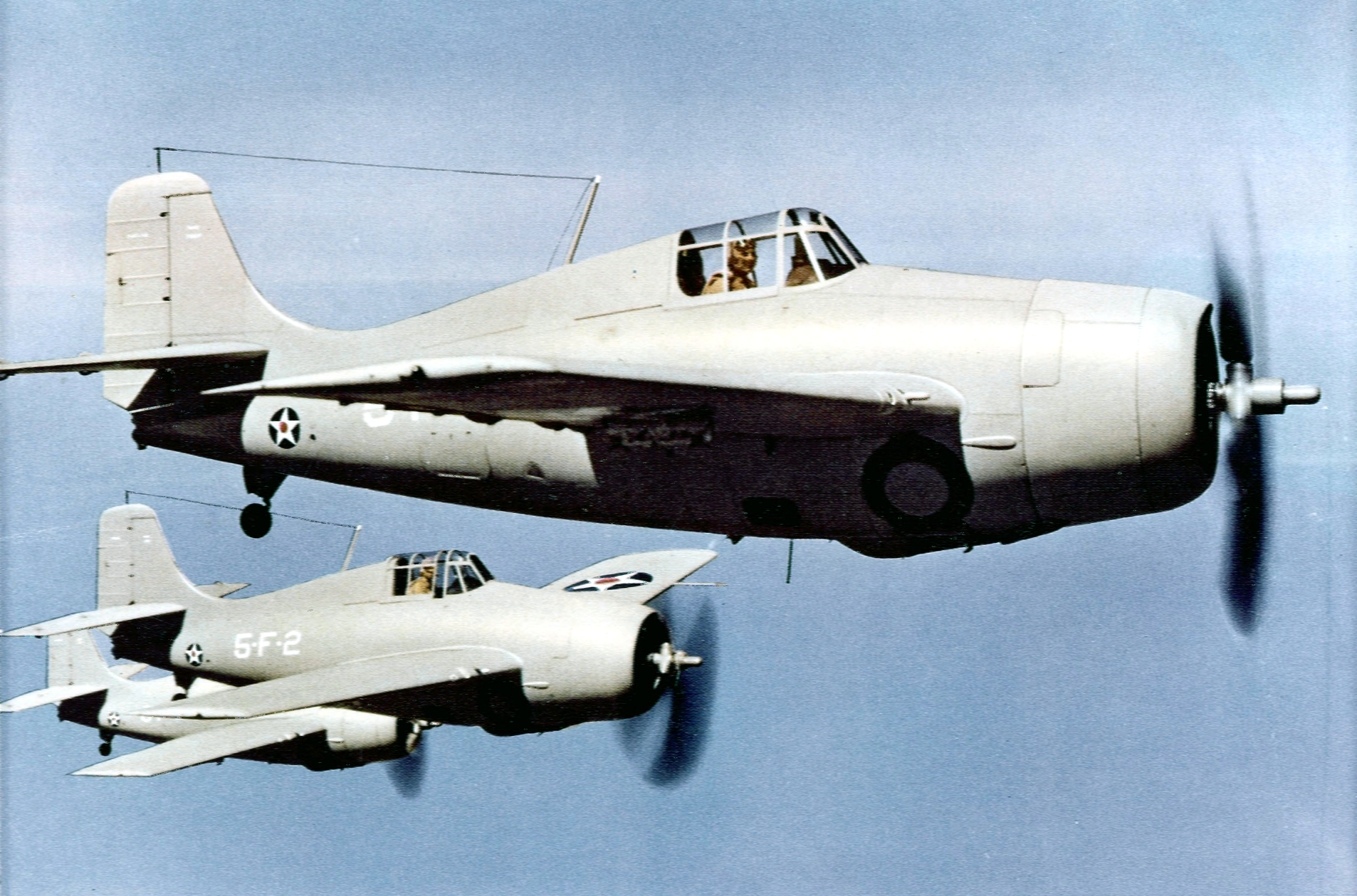
Dois F4F-3s americanos.